# Neopolar
El neo-polar o neopolar —del francés néo-polar— es un movimiento literario que renueva la novela policíaca en Francia. También se ha apuntado que néo-polar es la denominación con la que se conoció al noir en Francia durante las décadas de 1970 y 1980, con otros autores afirmando que surgió en la década de 1970, influenciado por el Mayo del 68, siendo descrito como perteneciente a la «ficción detectivesca».
La ambientación del neo-polar es a menudo violenta y macabra : denuncia la sociedad contemporánea, los escándalos políticos, le agrada el mundo de los marginales y de los excluidos. Su ambientación predilecta son zonas urbanas, en especial el ambiente sombrío de los suburbios. En las novelas neo-polar no hay necesariamente una investigación, pero la muerte está muy presente, obra de psicópatas y de asesinos en serie escalofriantes.
El neo-polar surge en los años 1970 a la estela de las novelas de Jean-Patrick Manchette, Pierre Siniac y A.D.G.. Los novelistas Francis Ryck, Didier Daeninckx, Frédéric H. Fajardie, Thierry Jonquet, Jean-Bernard Pouy, Jean-François Vilar, Hervé Prudon, Jean Vautrin, Marc Villard, recuperan el espíritu de la novela negra y crean el neo-polar.